# Peel (ancienne circonscription fédérale)
Pour les articles homonymes, voir Peel.
Circonscription électorale fédérale du Canada
Peel fut une circonscription électorale fédérale de l'Ontario, représentée de 1867 à 1968.
C'est l'Acte de l'Amérique du Nord britannique de 1867 qui créa le district électoral de Peel. Abolie en 1966, elle fut redistribuée parmi les circonscriptions de Peel-Sud et de Peel—Dufferin.

## Géographie
En 1867, la circonscription de Peel comprenait:
- Les cantons de Chinguacousy, Toronto et Gore of Toronto
- Les villages de Brampton et de Streetsville

En 1903, la circonscription fut modifiée pour ne représenter que le comté de Peel.

## Députés
| Législature                                                 | Années    | Député          | Député                    | Parti        |
| Peel                                                        | Peel      | Peel            | Peel                      | Peel         |
| ----------------------------------------------------------- | --------- | --------------- | ------------------------- | ------------ |
| 1re                                                         | 1867–1872 |                 | John Hillyard Cameron     | Conservateur |
| 2e                                                          | 1872–1874 |                 | Robert Smith              | Libéral      |
| 3e                                                          | 1874–1878 |                 | Robert Smith              | Libéral      |
| 4e                                                          | 1878–1882 |                 | William Elliott           | Conservateur |
| 5e                                                          | 1882–1887 |                 | James Fleming             | Libéral      |
| 6e                                                          | 1887–1891 |                 | William Armstrong McCulla | Conservateur |
| 7e                                                          | 1891–1892 |                 | Joseph Featherston        | Libéral      |
| 7e                                                          | 1892-1896 |                 | Joseph Featherston        | Libéral      |
| 8e                                                          | 1896–1900 |                 | Joseph Featherston        | Libéral      |
| 9e                                                          | 1900–1904 |                 | Richard Blain             | Conservateur |
| 10e                                                         | 1904–1905 |                 | Richard Blain             | Conservateur |
| 11e                                                         | 1908–1911 |                 | Richard Blain             | Conservateur |
| 12e                                                         | 1911–1917 |                 | Richard Blain             | Conservateur |
| 13e                                                         | 1917–1921 | Samuel Charters | Unioniste                 |              |
| 14e                                                         | 1921–1925 | Samuel Charters | Conservateur              |              |
| 15e                                                         | 1925–1926 | Samuel Charters | Conservateur              |              |
| 16e                                                         | 1926–1930 | Samuel Charters | Conservateur              |              |
| 17e                                                         | 1930–1935 | Samuel Charters | Conservateur              |              |
| 18e                                                         | 1935–1940 | Gordon Graydon  | Conservateur              |              |
| 19e                                                         | 1940–1945 | Gordon Graydon  | Gouvernement national     |              |
| 20e                                                         | 1945–1949 | Gordon Graydon  | Progressiste-conservateur |              |
| 21e                                                         | 1949–1953 | Gordon Graydon  | Progressiste-conservateur |              |
| 22e                                                         | 1953–1953 | Gordon Graydon  | Progressiste-conservateur |              |
| 22e                                                         | 1954-1957 | John Pallett    | Progressiste-conservateur |              |
| 23e                                                         | 1957–1958 | John Pallett    | Progressiste-conservateur |              |
| 24e                                                         | 1958–1962 | John Pallett    | Progressiste-conservateur |              |
| 25e                                                         | 1962–1963 |                 | Bruce Beer                | Libéral      |
| 26e                                                         | 1963–1965 |                 | Bruce Beer                | Libéral      |
| 27e                                                         | 1965–1968 |                 | Bruce Beer                | Libéral      |
| Circonscription dissoute parmi Peel-Sud et de Peel—Dufferin |           |                 |                           |              |